# Sic
Trạng từ Latinh sic (nghĩa là "như thế", viết đầy đủ là sic erat scriptum, nghĩa là "nó được viết như thế" hay "đúng như nguyên văn") là một từ được viết ngay đằng sau một từ, một cụm từ hoặc một đoạn văn bản được trích dẫn để biểu thị rằng đoạn trích được trích chính xác từ văn bản gốc, lặp lại chính xác lỗi sai hoặc cách viết lỗi thời hay không chuẩn mực (nếu có) trong văn bản gốc.
Mục đích của sic là nhằm báo cho người đọc biết rằng nếu có lỗi trong văn bản được chép lại thì đó không phải là sai sót của người chép lại văn bản mà là lỗi trong văn bản gốc. Sic cũng được dùng sau đoạn văn chứa các lỗi lặp đi lặp lại có chủ ý.
Không chỉ gói gọn trong mục đích nêu trên, người ta còn dùng từ này với ý nghĩa châm biếm hoặc hài hước, thu hút sự chú ý của người đọc đối với lỗi chính tả của tác giả gốc hoặc để nhấn mạnh logic sai lầm của tác giả gốc.

## Định dạng
Ngày nay người viết đặt sic trong ngoặc vuông "[ ]". Trong lịch sử, sic được đặt trong ngoặc đơn "()", nhất là khi lỗi đó quá rõ ràng. Người ta cũng thường in nghiêng từ này, tương tự khi viết từ ngoại quốc thì cũng in nghiêng từ ngoại quốc đó.